# 约翰·威廉斯 (1962年)
约翰·威廉斯（英語：John Williams，1962年8月9日—2015年12月11日），美国男子篮球运动员。他曾入选1987年NBA最佳新秀阵容一队。

## 生平

### 逝世
2014年4月，威廉斯被確診為結腸癌。2015年12月11日死於路易斯安那州巴頓魯治聖母湖地區醫療中心，享年53歲。